# Brocēni
Brocēni er beliggende i Saldus distrikt i det vestlige Letland og fik byrettigheder i 1992. Byen ligger ved Cicere sø, hvis undergrund indeholder store mængder kalksten, der bruges til fremstilling af cement. Brocēni er kendt for sin cementfabrik. Før Letlands selvstændighed i 1918 var byen også kendt på sit tyske navn Berghof.